# Андерсон, Киша
Киша Дон Андерсон (англ. Keisha Dawn Anderson; род. 8 мая 1974 года в Расине, Висконсин, США) — американская профессиональная баскетболистка, выступала в женской национальной баскетбольной ассоциации. Не выставляла свою кандидатуру на драфт ВНБА 1999 года, но ещё до старта следующего сезона подписала соглашение с командой «Вашингтон Мистикс». Кроме ВНБА выступала в АБЛ и НЖБЛ. Играла на позиции атакующего защитника.

## Ранние годы
Киша Андерсон родилась 8 мая 1974 года в городе Расин (штат Висконсин), у неё есть старшие брат, Дерек, и сестра, Чарнетт, а училась она там же в средней школе Расин-Парк, в которой выступала за местную баскетбольную команду.